# Axtone Records
Axtone Records è un'etichetta discografica svedese fondata dal DJ e producer svedese Axwell.

## Storia
L'etichetta ha preso vita nel 2005 con l'idea di pubblicare materiale di Axwell, come Watch the Sunrise e I Found U. Negli anni seguenti si è espansa in un'etichetta famosa in tutto il mondo per pubblicare musica house di qualità. È inoltre apprezzata per l'alta qualità delle copertine dei suoi album, realizzate da Jens Grönberg, in arte Breakfast Design.
Axtone non solo ha pubblicato tracce di produttori affermati come Steve Angello, Sebastian Ingrosso, Laidback Luke, Thomas Gold, Dirty South e TV Rock, ma è anche una fucina di talenti come Klahr, Shapov (ex Hard Rock Sofa), D.O.D e MEG\NERAK.
Axtone rilascia principalmente progressive house, ma non è raro trovare pezzi di impronta più house e, in tempi più recenti, bass e future bass.
Tra le tracce più importanti che sono state pubblicate meritano una menzione Together, Open Your Heart, Let It Go, It's True, Been a Long Time, In The Air ed il classico Leave the World Behind, una collaborazione tra Axwell, Sebastian Ingrosso, Steve Angello, Laidback Luke e la cantante Deborah Cox.
Nel 2017 viene lanciata l'etichetta sorella It's Great!, con l'obiettivo di proporre nuove sonorità rispetto a quelle dell'etichetta principale.
Nel 2020 viene rilasciato Axtone Classics, un catalogo di canzoni pubblicate da Axwell su altre etichette discografiche principalmente agli inizi della sua carriera, e ora ripubblicate sotto Axtone. 

## Artisti ufficiali Axtone
Al 2025, gli artisti Axtone comprendono:
- Axwell
- Shapov
- NEW_ID
- Chocolate Puma
- D.O.D
- Magnificence
- Kryder
- Tom Staar
- Hard Rock Sofa
- Klahr
- Jack Wins
- Simon Ray
- Eden Prince
- Lost Prince
- Jay Robinson

## Discografia

### Catalogo principale
- AXT001DG: Axwell - Submariner
- AXT001: Axwell & Sebastian Ingrosso - Together
- AXT002DG: Axwell - Feel The Vibe
- AXT002: Axwell feat. Steve Edwards - Watch The Sunrise
- AXT003: Axwell feat. Max'C - I Found U
- AXT004: Axwell & Sebastian Ingrosso feat. Salem Al Fakir - It's True
- AXT005: Dirty South feat. Rudy - Let It Go
- AXT003P: Axwell feat. Max'C - I Found U (Remixes)
- AXT006: TV Rock feat. Rudy - Been A Long Time
- AXT007: Axwell & Dirty South feat. Rudy - Open Your Heart
- AXT005R: Dirty South feat. Rudy - Let It Go (Remixes)
- AXT008: Abel Ramos & Miss Melody - Rotterdam City Of Love
- AXT009: Axwell, Ingrosso, Angello & Laidback Luke feat. Deborah Cox - Leave the World Behind
- AXT010: TV Rock feat. Rudy - In The Air
- AXT011: Denis The Menace & Big World - The First Rebirth
- AXT012D: Axwell Presents Axtone Acapellas Vol. 1
- AXT013: Prok & Fitch pres. Nanchang Agency - Walk With Me
- AXT014: Adrian Lux - Teenage Crime
- AXT015: Axwell - Nothing But Love
- AXT015R: Axwell - Nothing But Love (Part 2)
- AXT016: Matt Caselli & Danny Freakazoid - Sign Your Name (Across My Heart)
- AXT015X: Axwell - Nothing But Love (Remixes)
- AXT017: Hard Rock Sofa & St. Brothers - Blow Up
- AXT018: David Tort feat. Gosha - One Look
- AXT019: Axwell - Heart Is King
- AXT020: Matt Caselli & Danny Freakazoid - Raise Your Hands
- AXT021: Michael Calfan - Resurrection (Axwell's Recut Club Version)
- AXT022: Ivan Gough & Feenixpawl feat. Georgi Kay - In My Mind (Axwell Mix)
- AXT023: Hard Rock Sofa - Quasar
- AXT024: Arty, Matisse & Sadko - Trio
- AXT025: Thomas Gold - Sing2Me
- AXT026: Henrik B & Rudy - Leave A Light On
- AXT027BD: Axtone Presents Thomas Gold
- AXT028: Miike Snow - The Wave (Thomas Gold Remix)
- AXT029: Hard Rock Sofa & Swanky Tunes - Here We Go
- AXT030: The Aston Shuffle vs. Tommy Trash - Sunrise (Won't Get Lost)
- AXT030R: The Aston Shuffle vs. Tommy Trash - Sunrise (Won't Get Lost) (Remixes)
- AXT031: Discopolis - Committed To Sparkle Motion (DubVision Remix)
- AXT032: Dimitri Vegas & Like Mike - Wakanda
- AXT033: Hard Rock Sofa - Rasputin
- AXT034: Discopolis - Falling (Committed To Sparkle Motion)
- AXT035: Axwell - Center of the Universe
- AXT036: Marcus Schössow - Reverie
- AXT037: Don Diablo & Matt Nash - Starlight (Could You Be Mine)
- AXT036R: Marcus Schössow - Reverie (Michael Calfan Remix)
- AXT034R: Discopolis - Falling (Committed To Sparkle Motion) (CLMD Remix)
- AXT038: Kryder - Aphrodite
- AXT039: Sick Individuals & Axwell feat. Taylr Renee - I Am
- AXT037R: Don Diablo & Matt Nash - Starlight (Could You Be Mine) (Otto Knows Remix)
- AXT035R: Axwell - Center of the Universe (Blinders Remix)
- AXT040: Thomas Gold feat. Kaelyn Behr - Remember
- AXT035P: Axwell - Center of the Universe (Remixes)
- AXT041: Deniz Koyu - Ruby
- AXT042: Mutiny UK & Steve Mac feat. Nate James - Feel  The Pressure (Axwell & NEW_ID Remixes)
- AXT043: Hard Rock Sofa & Skidka - Arms Around Me
- AXT044: Hook N Sling feat. Karin Park - Tokyo By Night (Axwell Remix)
- AXT045: Kraak & Smaak feat. Stee Downes - How We Gonna Stop The Time (NEW_ID Remix)
- AXT046: The Aston Shuffle - Tear It Down (NEW_ID Remix)
- AXT047: Deniz Koyu - To the Sun
- AXT048: DubVision & Feenixpawl - Destination
- AXT049: NEW_ID - Aerogames
- AXT050: Kölsch feat. Troels Abrahamsen - All That Matters (Kryder Remix)
- AXT051: Axwell Λ Ingrosso - Something New
- AXT052: CamelPhat feat. A*M*E - Paradigm
- AXT053: Shapov - Shapov EP
- AXT054: Eddie Thoneick - Solar (Deniz Koyu Mix)
- AXT055: Tom Staar - Bora
- AXT056: Robbie Rivera feat. Shawnee Taylor - Falling Deeper
- AXT057: Shapov vs. Amersy - Vavilon
- AXT052S: CamelPhat feat. A*M*E - Paradigm (Shapov Remix)
- AXT052P: CamelPhat feat. A*M*E - Paradigm (Remixes)
- AXT056R: Robbie Rivera feat. Shawnee Taylor - Falling Deeper (Dave Winnel Remixes)
- AXT047R: Deniz Koyu - To the Sun (Gazlind Remix)
- AXT058: Shapov - Runic
- AXT059: CamelPhat feat. Eden - Siren Song
- AXT060D: Axtone Acapellas Vol. 2
- AXT043I: Hard Rock Sofa & Skidka - Arms Around Me (Remixes)
- AXT061: Shapov vs. M.E.G. & N.E.R.A.K. - Everybody EP
- AXT062: Marcus Schössow - Aware
- AXT063: Axwell Λ Ingrosso - This Time
- AXT059R: CamelPhat feat. Eden - Siren Song (Remixes)
- AXT064: Adrian Lux - Torn Apart
- AXT064F: Adrian Lux - Torn Apart (Fehrplay Remix)
- AXT065: Axtone Ten
- AXT066: Klahr - Lyon x Sapphire EP
- AXT064R: Adrian Lux - Torn Apart (Remixes)
- AXT067: Axwell - Barricade
- AXT068: Shapov - Future Rave
- AXT069: Michael Feiner - Mantra (Axwell Cut)
- AXT070: MEG & NERAK - Ethnos
- AXT064L: Adrian Lux - Torn Apart (Remixes Part II)
- AXT071: As I Am feat. Jedd Roberts - Closer
- AXT072: Robbie Rivera, Tom Staar - The Funkatron
- AXT073: Axwell Λ Ingrosso - Dream Bigger
- AXT074: Axtone Acapellas Vol. 3
- AXT075: Kryder - Crocodile Tears
- AXT076: Dave Winnel - Old School
- AXT077: Lenno - Some Lovin'
- AXT078: Axwell & Shapov - Belong (incl. Axwell & Years Remode)
- AXT069R: Michael Feiner - Mantra (The Remixes)
- AXT079: MEG \ NERAK - Get Down
- AXT080: Albin Myers - What's The Time?
- AXT078B: Axwell & Shapov - Belong (Remixes)
- AXT081: Will K - Café Leche
- AXT082: Vlad Lucan - Reverse
- AXT083: Klahr - Eleven
- AXT084E: Shapov - Four Corners
- AXT085E: D.O.D - Sixes
- AXT086E: Klahr - Dreaming Wild
- AXT084X: Shapov - Four Corners (Remixes)
- AXT087: Klahr & Galavant feat. Natali Noor - Boiling
- AXT088: D.O.D - Unforgettable
- AXT089E: Dave Winnel - Kazoo
- AXT090E: Matt Nash & Delayers - Run
- AXT091E: Antoine Delvig - Disciples
- AXT092E: Pauls Paris feat. Moses York - Make Your Mind Up (Axwell & NEW_ID Remode)
- AXT093E: D.O.D - Incline
- AXT094: Axwell Λ Ingrosso - More Than You Know (Remixes)
- AXT095E: Will K - Sour Milk
- AXT096E: Shapov & Trouze - The Way
- AXT096B: Shapov & Trouze - The Way (Remixes)
- AXT097: Felix Pallas vs. Klahr - Similarities (Klahr Edit)
- AXT098E: Moksi & D.O.D - Higher
- AXT099: Axtone Acapellas Vol. 4
- AXT100E: Tom Staar & Matt Hope - Come Together
- AXT101E: NEW_ID & SOVTH - Step Inside
- AXT102: Jack Wins & Caitlyn Scarlett - Freewheelin'
- AXT103E: Klahr - Live It Out
- AXT104: Antoine Delvig & Felicity - Jack That Body
- AXT105E: Shapov & Sam Bagira - Alternate
- AXT106: Matt Caseli & David Jimenez vs. Groove Junkies & Alexander Polinsky - Losing My Mind
- AXT107E: Moguai & AKA AKA - Home
- AXT108: Magnificence & Steff Da Campo - Out Of My Mind
- AXT014C: Adrian Lux - Teenage Crime (Christofi Remix)
- AXT109: D.O.D - Glow
- AXT109S: D.O.D - Glow (SØNIN Remix)
- AXT110E: Will K & Jebu - Boomshaka
- AXT102P: Jack Wins & Caitlyn Scarlett - Freewheelin' (Sammy Porter Remix)
- AXT107R: Moguai & AKA AKA - Home (Remixes)
- AXT111E: Tom Staar & Eddie Thoneick - Otherside
- AXT112E: Axwell - Nobody Else
- AXT113E: Jack Wins & Amy Grace - Forever Young
- AXT114E: D.O.D - According To Me
- AXT115E: Albin Myers & Bud Stankz - Walking On Water
- AXT116E: BROHUG - Dust
- AXT117E: Eddie Thoneick - Fuego
- AXT118E: Rob & Jack - Crank
- AXT119E: Magnificence & Goja - Lights
- AXT120E: Magnificence - Control
- AXT112AE: Axwell - Nobody Else (A-Trak Remix)
- AXT112DE: Axwell - Nobody Else (1991 Remix)
- AXT113B: Jack Wins & Amy Grace - Forever Young (Dave Winnel & Jack Wins Remix)
- AXT121E: Chocolate Puma & Carta - Zhong
- AXT122: Magnificence - II EP
- AXT123: HVMP - Pipes
- AXT124: Redfield - Don't Worry (Axwell Cut)
- AXT125: Jack Wins - Hold Your Breath
- AXT114R: D.O.D - According To Me (Remixes)
- AXT126: AYOR - Aftermath
- AXT125R: Jack Wins - Hold Your Breath (Remixes)
- AXT127: Sem Thomasson - Grey Zone
- AXT128: Rob & Jack vs Albin Myers - Deep In My Soul
- AXT124C: Redfield - Don't Worry (Remixes)
- AXT129: Tom Ferry & DFUX feat. Nick De La Hoyde - Lullaby
- AXT130: Redfield - The Way
- AXT131: ManyFew vs. Marcus Santoro feat. Hayley May - For You
- AXT127R: Sem Thomasson - Grey Zone (Remixes)
- AXT132: Simon Ray - Burnin' Up Inside
- AXT131R: ManyFew vs. Marcus Santoro feat. Hayley May - For You (Remixes)
- AXT129R: Tom Ferry & DFUX feat. Nick De La Hoyde - Lullaby (Remixes)
- AXT133B: Simon Ray - Burnin' Up Inside EP
- AXT134: Lost Prince - Alka
- AXT135: Jack Wins feat. Caitlyn Scarlett - Animals
- AXT136: Chocolate Puma & Max Cervello - You Are My Life
- AXT137: Sem Thomasson feat. Sparre - Final Call
- AXT135R: Jack Wins feat. Caitlyn Scarlett - Animals (Remixes)
- AXT138: Kryder & Tom Staar feat. EBSON - Waiting on My Love
- AXT139: Lost Prince - Nver EP
- AXT140: Eden Prince - Let It Go
- AXT141: Eden Prince - Lift Your Energy
- AXT142: Eden Prince feat. Nonô - Memories
- AXT143: Eden Prince - Memories EP
- AXT144: Chambray - Loving U
- AXT137R: Sem Thomasson feat. Sparre - Final Call (Sinner & James Remix)
- AXT145: Lost Prince feat. Undrwvter - Cntrl
- AXT145R: Lost Prince feat. Undrwvter - Cntrl (Marcus Santoro Remix)
- AXT146: BYOR - Freaky
- AXT147: Mohawk & The Kid - MORE LOVE
- AXT148: Lost Prince feat. The Melody - Green Light
- AXT149: Marc Benjamin x Marcus Santoro & David Pietras - Losing Focus
- AXT138S: Kryder & Tom Staar feat. EBSON - Waiting on My Love (Stevie Krash Remix)
- AXT138M: Kryder & Tom Staar feat. EBSON - Waiting on My Love (Marc Volt Remix)
- AXT136R: Chocolate Puma & Max Cervello - You Are My Life (Remixes)
- AXT150: Axtone Acapellas Vol. 5
- AXT149R: Marc Benjamin x Marcus Santoro & David Pietras - Losing Focus (Remixes)
- AXT151: Sem Thomasson - Push & Pull
- AXT152: Lost Prince - Ethera
- AXT153: D.O.D - Sleepless
- AXT154: Luis Rodriguez & Nausica - Feeling
- AXT155: Jay Robinson feat. Charlotte Haining - Heartbeat
- AXT156: Jay Bombay & SHRLT - Hooked on You
- AXT151R: Sem Thomasson - Push & Pull (Remixes)
- AXT157: Kinetic Minds - Brazilia
- AXT158: Lost Prince feat. Pony - Always on My Mind
- AXT159: Ali Story - Smile
- AXT160: Mosimann & Antoine Delvig - Mi Amor
- AXT161: Dual Beat feat. Orito Cantora - Bullerengue
- AXT162: Jay Robinson - Free Again (Axwell Cut)
- AXT163: Jude & Frank x Siwell - Get Loose
- AXT164: Wiwek - Time Machine Drums EP
- AXT165: D.O.D feat. Carla Monroe - Still Sleepless
- AXT166: Lost Prince x D.V.R.X feat. Charlotte Haining - Everything I Do
- AXT158S: Lost Prince feat. Pony - Always on My Mind (Remixes)
- AXT167: Jay Robinson feat. LIINKS - The Drip
- AXT168: Axtone Acapellas Vol. 6
- AXT165E: D.O.D feat. Carla Monroe - Still Sleepless (Ekko & Sidetrack Remix)
- AXT169: Alexander Som & Low Blow - Life Is Back
- AXT170: CLMD - Burning My Bridges
- AXT165A: D.O.D feat. Carla Monroe - Still Sleepless (Rave Commission Remix)
- AXT171P: Chocolate Puma - Beyond the Sky
- AXT170R: CLMD - Burning My Bridges (Remixes)
- AXT172: Frents feat. Justine Vales - Old Days
- AXT173: Wiwek & Emy Perez - TUCUTU
- AXT174: Thomas Newson & Corey James - Sinister (Axwell Mi Amor Remode)
- AXT175: Mosimann feat. blythe - Where Did You Go
- AXT176: Chocolate Puma - The Dawn
- AXT177BP: Axwell feat. CARMA - Until the Lights Go Out
- AXT002TB: Axwell feat. Steve Edwards - Watch The Sunrise (TEDDY-O Remix)

### CatalogoIt's Great!
- IG001E: Roisto - Come On
- IG002E: Roisto - Switch EP
- IG003E: Roisto - No Regrets
- IG004E: Roisto feat. PowerDress - All Yours
- IG004D: Roisto feat. PowerDress - All Yours (Full Intention Remix)
- IG005: pucca feat. Miss Starling - circles
- IG006: pucca - letgo
- IG007: pucca - takedown
- IG008: pucca - bouncc
- IG009: Simon Ray & Roisto - My Way
- IG010: Mohawk & The Kid - KEEP MOVING
- IG011: Simon Ray - All Night Long
- IG012: Cavi x Emzy - Love in Motion
- IG005E: pucca - circles EP
- IG013: Beau - Stuck on Repeat
- IG014: Lenno - Need You Back
- IG015: Lenno - Your Body
- IG016: Lenno - All Too Much
- IG017: Lenno - Next to Heaven EP

### CatalogoAxtone Classics
- AXC001: Mambana - No Reason
- AXC002: Mambana - Libre
- AXC003: Mambana - Felicidad
- AXC004: Axwell, Ingrosso, Angello & Laidback Luke - Get Dumb
- AXC005: Axwell feat. Nevada - Wait a Minute
- AXC006: Elements Of Soul feat. Mia Taylor - Head Above Water EP
- AXC007: Mahogany People feat. Mia Taylor - Heart of Mine
- AXC008: Mahogany People feat. Mia Taylor - Shine
- AXC009: Jetlag - So Right
- AXC010: Supermode - Tell Me Why
- AXC010R: Supermode - Tell Me Why (Meduza Remix)
- AXC010M: Supermode - Tell Me Why (Maddix Remix)
- AXC010N: Supermode - Tell Me Why (1991 Remix)
- AXC010J: Supermode - Tell Me Why (James Carter Remix)

### CatalogoXTN Songs
- XTN001: DJ MEG - Strangers in the Night